# ادور يو
أغنية للمغني وكاتب الأغاني البريطاني «هاري ستايلز» من ألبومه الثاني فاين لاين (2019)، التي أُطلقت عبر إرسكين وكولومبيا للتسجيل كونها الأغنية الثانية في الألبوم الصادر بتاريخ 6 ديسمبر 2019. كتب الأغنية هاري ستايلز وإيمي آلن وأنتجها كيد هاربون وتايلر جونسون. وُصفت الاغنية بأنها موسيقى بوب متوسطة الإيقاع  وفنك (Funk) وديسكو (Disco) وأغنية بوب روك (Pop Rock)  إذ تدخل الغيتارات ذات الطبقات والسنث والآلات النحاسية وآلات النقر في إنتاجها. وهي أغنية عاطفية تتحدث كلماتها عن المراحل الأولى في العلاقة.
تلقت «أدور يو» عند إنتاجها تعليقات إيجابية من نقاد الموسيقى الذين أشادوا بإنتاجها وغناء ستايلز إذ قورنت بأعمال مارك رونسون وجاستن تمبرلك. حققت «أدور يو» نجاحًا تجاريًا أيضًا إذ بلغت الأغنية ذروتها في المركز السادس على تصنيف أفضل 100 أغنية، والمركز السابع في المخطط الفردي في المملكة المتحدة، إضافةً إلى الوصول إلى المراكز العشرة الأولى في أستراليا وكندا وأيرلندا ونيوزلندا وأسكتلندا وبلجيكا. واعتُمدت في مناسبات عديدة أبرزها الجائزة البلاتينية من الفونوغرافيك البريطاني (BPI)، والشهادة البلاتينية الثلاثية، والشهادة البلاتينية المزدوجة من جمعية صناعة التسجيلات الأسترالية (ARIA) وجمعية صناعة التسجيلات الأمريكية (RIAA).
أخرج الفيديو ديف مايرز وعُرض للمرة الأولى بالتزامن مع إصدار الأغنية على يوتيوب، وصُوّر في اسكتلندا باستخدام تقنيات بصرية عالية الجودة، تصور ستايلز شخصًا وحيدًا في جزيرة خيالية تُسمى «إيرودا»، ويصادق سمكة مرقطة ذهبية ويهتم بها. ساعد على نشر الفيديو حملة تسويق قوية على المواقع الإلكترونية وحساب «إيرودا» على تويتر. وبغرض الترويج للأغنية قام ستايلز بأدائها عدة مرات.

## الخلفية والتكوين
كتب «أدور يو» ستايلز وإيمي آلن وأنتجها كيد هاربون والمنتج المشارك تايلر جونسون، الإنتاج الصوتي لريندي ميلير ودمج الصوت لسبايك ستينت. وبحسب مجلة (Rolling Stone) كُتِبَت الأغنية «في موجة من الإلهام» في جلسات نهاية الأسبوع في ربيع 2019، ووصفت الصحافة «أدور يو» بكونها بوب وفنك وديسكو وبوب روك. وتضُم عناصر من السبعينيات مثل السول والآر أند بي. ويبلغ طول الأغنية 3 دقائق و27 ثانية، يعتمد اللحن على مفتاح  C الخفيف مع وتيرة معتدلة من 100 نبضة في الدقيقة وتطور وتر Cm–E♭–A♭–B♭، ويمتد غناء الأنماط في نطاق  B♭4 إلى B♭5. استُخدم في إنتاجها الغيتارات ذات الطبقات المتقطعة والسينث العائم والمائي والصوت العميق والطبول. مصحوبةً بالإيقاعات المنخفضة (Big-Club) والأجهزة النحاسية. أشارت مجلة (NOW) إلى أن الأغنية تتبع مسار الصوت الجهوري السلس كما في الثمانينات. وصف غريغوري روبنسون مسار الصوت بأنه حديث وإلكتروني، وأشارت مجلة (Ellen Johnson of Paste) إلى استخدام الصوت الشرقي في الأغنية، وقال كريس ويلمان من Variety إن الأغنية بُنيت بإيقاع نابض وغيتار بإيقاع الفنك.
تدور الأغنية حول الرغبة في حُب شخصٍ ما، كشف ستايلز أن الأغنية تشبه نوعًا ما موضوع أغنيته (Watermelon Sugar)، تلك الإثارة الأولية لمقابلة شخص ما. وفي مقابلة أوضحت إيمي آلن إنها أغنية حب خالصة تذكرنا بالسبعينيات. في افتتاحية «أدور يو» نجد ستايلز يستخدم كلمات متعلقة بالألوان والاستعارات مثل: «أمشي في جنة قوس قزح/ أشعر بأحمر الشفاه بالفراولة». ثم يدخل إلى موضوع الأغنية: «ليس عليك أن تقولي إنك تحبينني/ ليس عليك أن تقولي شيئًا/ ليس عليك أن تقولي إنكِ ملكي». تبدأ الأغنية بأيقاع رائع يتبعه صوت ستايلز عالي الطبقة: «عزيزتي/ يمكنني أن أمشي في النار من أجلك/ فقط اسمحي لي أن أعشقك». وصف نيكولاس هوتمان من Us Weekly الأغنية بأنها محبة للعالم مع جوقة سماوية وغيتار كهربائي سلس منفرد.